# Osvaldo Landoni
Osvaldo Landoni (1914; Buenos Aires, Argentina - 1991; Buenos Aires, Argentina) fue un exfutbolista argentino que se desempeñaba como delantero.

## Clubes
| Club                        | País      | Año         |
| --------------------------- | --------- | ----------- |
| River Plate                 | Argentina | 1932 - 1936 |
| Gimnasia y Esgrima La Plata | Argentina | 1940        |